# Piper pubarulipes
Piper pubarulipes är en pepparväxtart som beskrevs av C. Dc.. Piper pubarulipes ingår i släktet Piper och familjen pepparväxter. Inga underarter finns listade i Catalogue of Life.